# Colisión en el río Huallaga de 2021
La colisión en el río Huallaga ocurrió el 29 de agosto de 2021 en la provincia de Alto Amazonas, al oeste del departamento de Loreto. El accidente dejó un saldo de 21 muertos y un número desconocido de desaparecidos.

## Descripción
El suceso ocurrió en la provincia de Alto Amazonas, Loreto en la madrugada del 29 de agosto cuando un bote motorizado que salía de la localidad de Santa María y se dirigía a la ciudad de Yurimaguas, impacto contra una embarcación fluvial que se encontraba en el mismo trayecto. La embarcación llevaba un aproximado de 80 personas a bordo entre pasajeros y tripulación. La tragedia había ocurrido por la intensa neblina de la mañana que hacía dificultoso la visión de los navíos.
Petroperú informó que la embarcación de 80 personas se llamaba Ayachi, y el bote a motor Nauta. Ayachi había recogido a las personas a la 1:00 a. m. en Santa María para trasladarlos a Yurimaguas, mientras que Nauta se dirigía a Iquitos. Los pasajeros de Ayachi pertenecían a una congregación evangélica llamada Nueva Jerusalén.

## Rescate

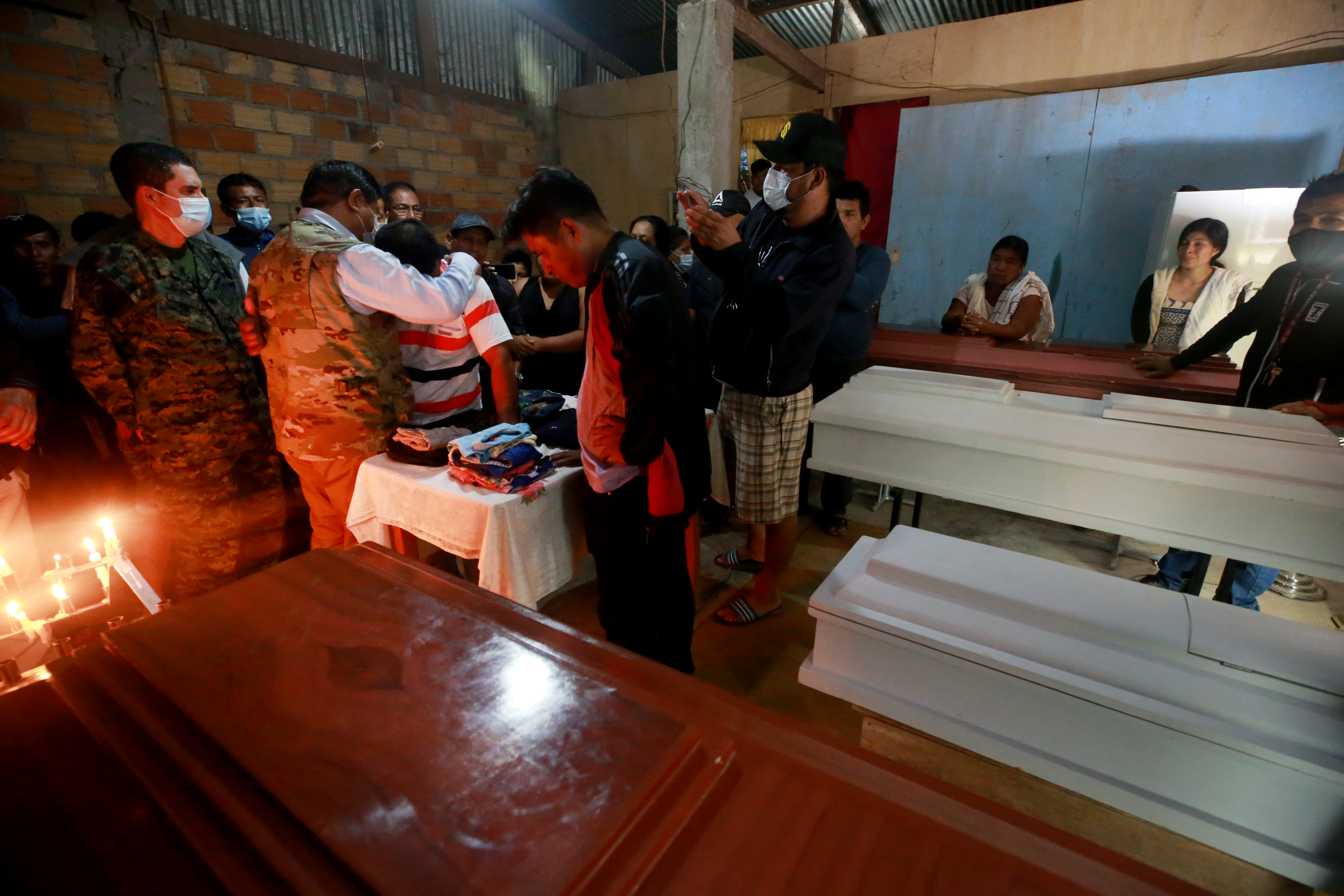
Las Fuerzas Armadas acompañan en el duelo a los familiares de los fallecidos en el accidente.

Al momento del accidente en las cercanías se encontraba embarcaciones menores de lugareños que acudieron a rescatar a los sobrevivientes. Un pasajero de Ayachi relata lo siguiente:

Algunos nos agarraban de atrás, desesperados. Estábamos debajo de la lancha. Hemos logrado salir. Mis compañeros no. He perdido a mi esposa y a mi hijo de siete años.

Los rescatistas de la Policía Nacional del Perú y la Marina de Guerra del Perú acudieron al lugar del desastre, en donde lograron rescatar con vida a 50 personas y al inicio se reportaba 16 desaparecidos.
Ya casi al medio día del 30 de agosto, el número de fallecidos que se tenía al principio de 11, subió a 13 al encontrarse cuerpos. Se especificó que el accidente ocurrió exactamente a las 5:30 a. m.
El número de sobrevivientes subió a 60 y el de fallecidos a 23 el 31 de agosto. Se reportó una familia que tuvo 14 fallecidos en el accidente